# Влахович, Йожа
Йосип (Йожа) Влахович (хорв. Josip (Joža) Vlahović, серб. Јосип (Јожа) Влаховић; 3 марта 1916, Загреб — сентябрь 1941, там же) — югославский хорватский рабочий и партизан времён Народно-освободительной войны Югославии, Народный герой Югославии.

## Биография
Родился 3 марта 1916 года в Загребе, в районе Трешневка. Вырос в бедной рабочей семье. Окончил начальную школу, два класса гимназии и техническое училище. Работал в мастерской по изготовлению люстр «Лукс», позднее перешёл на учёбу к мастеру и в 1933 году сдал экзамен. В молодости вступил в рабочее движение, стал руководителем одной из ячеек Объединённого рабочего союза синдикатов Югославии. С 1932 года член Союза коммунистической молодёжи Югославии. Несколько раз был арестован, в 1935 году предстал перед Судом по защите государства и осуждён на полгода тюрьмы. В конце 1935 года принят в Коммунистическую партию Югославии и в Загребский райком.
Весной 1937 года Йожа был призван в Королевскую югославскую армию и отправился нести службу в Нови-Сад. Там он познакомился с Раде Кончаром и организовал подпольный марксистский кружок. В 1938 году Влахович вернулся домой и стал работать на фабрике Siemens. Как член Загребского райкома, он активно занимался работой с молодёжью, за что снова стал арестовываться полицией. В начале 1939 года был принят в Хорватский покраинский комитет Союза коммунистической молодёжи, затем стал секретарём комитета и членом ЦК КПХ. Участвовал в V и VI земельных конференциях СКМЮ, по решению последней вступил в ЦК СКМЮ. Тогда же и познакомился с Иво Лолой Рибаром.
1 мая 1940 Влахович организовал митинг загребских рабочих и студентов, выступив против власти. Полиция арестовала в ходе беспорядков Раде Кончара, но Йожа Влахович сумел спасти многих рабочих от ареста и заключения под стражу. Уже тогда он стал популярен среди молодёжи из городов Сплит, Осиек, Беловар, Вараждин, Славонски-Брод.
После Апрельской войны и оккупации страны немцами и усташами Йожа стал собирать противников новой власти и организовывать диверсионные отряды в Загребе. Он вынужден был вступить в домобранство и занять должность машиниста в штабе артиллерийских войск, однако тайно стал переправлять оружие партизанам. Спустя некоторое время он уволился из армии и стал открыто призывать к неповиновению. 22 августа 1941 агент усташей, немец Майерхольд, выследил Влаховича и помог полиции арестовать его. После долгих пыток Йожа отказался признавать себя виновным в неповиновении властям. Несмотря на то, что у властей не было доказательств причастности Влаховича к партизанам, в сентябре 1941 года усташи расстреляли его в загребском районе Максимир.
Имя Йожи Влаховича было увековечено 16-й молодёжной ударной бригадой НОАЮ, принявшей имя Влаховича. 29 мая 1945 был образован кружок культуры и ремёсел имени Йожи Влаховича (1 мая 1992 он был переименован в честь Эмиля Коссетто). 14 декабря 1949 Влаховичу посмертно Президиум Народной Скупщины присвоил звание Народного героя Югославии.

## Галерея

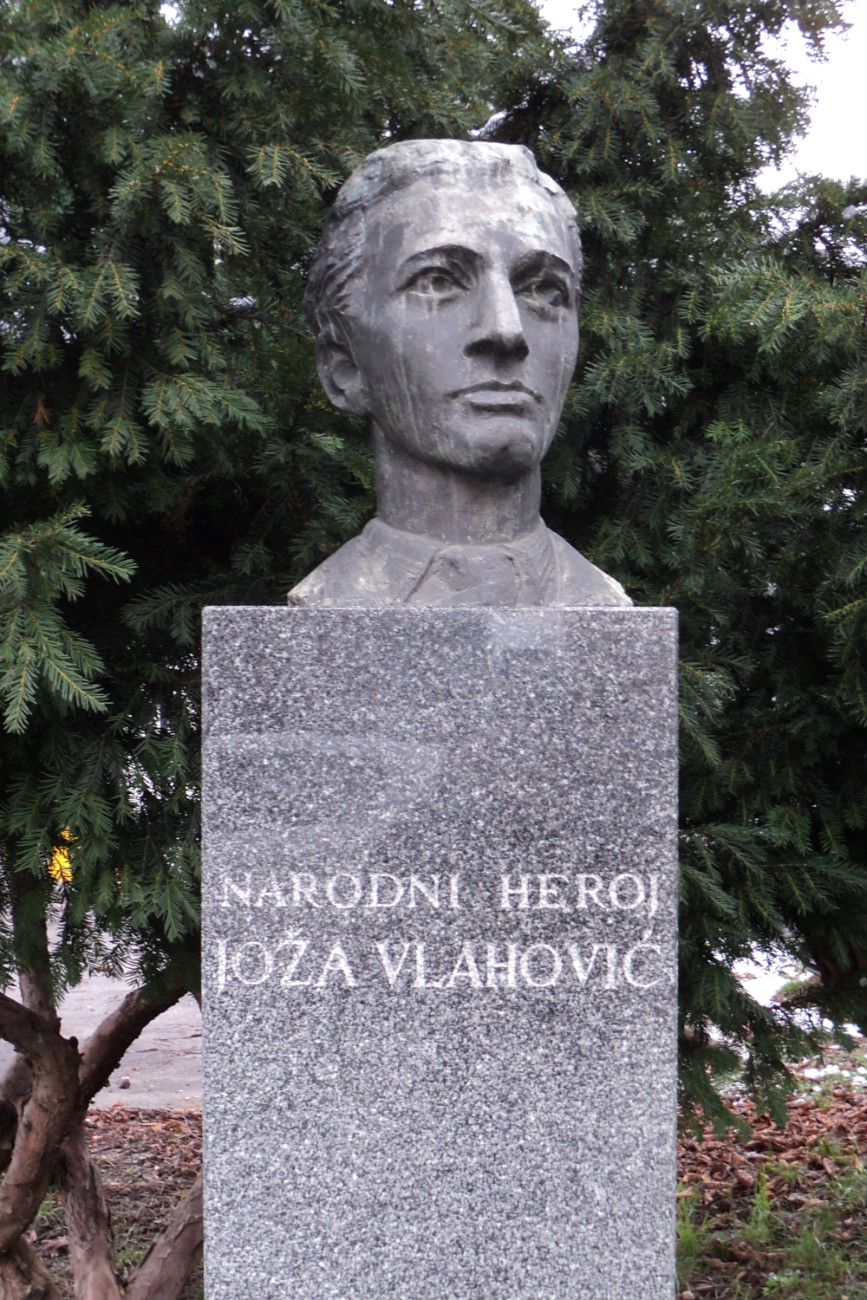
Памятник Йоже Влаховичу в Трешневке
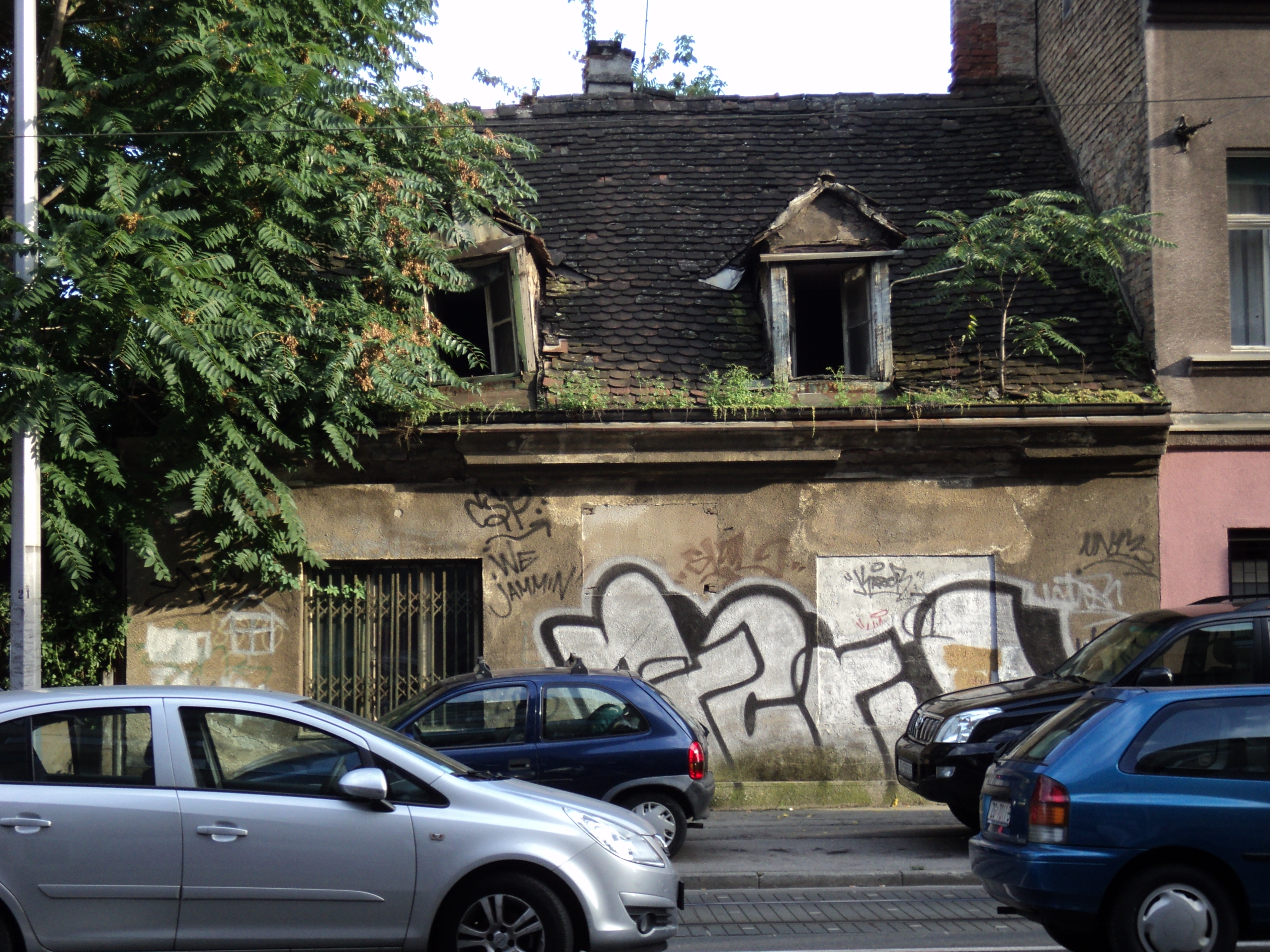
Дом в Трешневке, в котором родился и жил Йожа Влахович
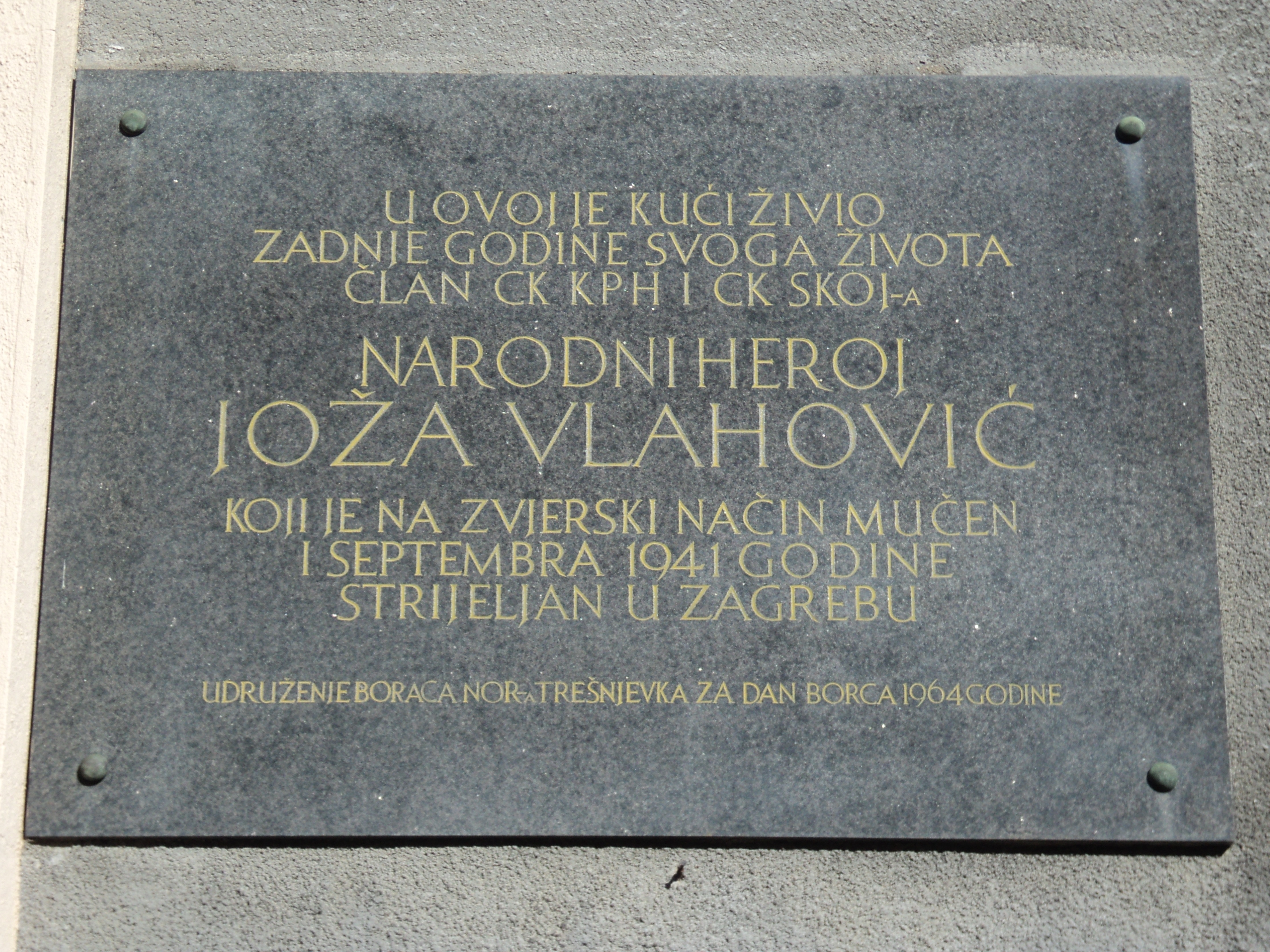
Памятная табличка на доме, в котором проживал последние годы жизни Йожа Влахович